# Großsteingrab Bovenau
Das Großsteingrab Bovenau ist eine megalithische Grabanlage der jungsteinzeitlichen Trichterbecherkultur bei Bovenau im Kreis Rendsburg-Eckernförde in Schleswig-Holstein. Das Grab trägt die Sprockhoff-Nummer 156 und die Fundplatznummer Bovenau LA 130. Es wurde 1959 von Gottfried Schäfer und H. Thomsen archäologisch untersucht und 2001 rekonstruiert.

## Lage
Das Grab befindet sich am nordwestlichen Ortsrand von Bovenau auf einer Wiese. In der näheren Umgebung gibt es mehrere weitere Großsteingräber: 1,6 km südsüdwestlich liegt das Großsteingrab Ostenfeld und 2,7 km südsüdwestlich das Großsteingrab Augustenhof. 2,4 km nordöstlich lag das zerstörte Großsteingrab Osterrade.

## Beschreibung
Die Anlage besitzt eine ost-westlich orientierte ovale Hügelschüttung mit einer Länge von etwa 27 m, einer Breite zwischen 18 m und 20 m und einer Höhe zwischen 0,6 m und 1 m. Bei der Grabkammer handelt es sich um ein ost-westlich orientiertes Ganggrab mit ovalem Grundriss. Nur die östliche Hälfte ist erhalten. Die Breite der Kammer beträgt knapp 2 m. Es sind noch fünf Wandsteine erhalten. Die Lücken zwischen den Wandsteinen waren mit Trockenmauerwerk aus Quarzitplatten ausgefüllt. Zwischen dem westlichen und dem mittleren erhaltenen Wandstein der Südseite befand sich der Zugang zur Kammer. Zwischen beiden Steinen lag ein 0,5 m breiter Schwellenstein. Dem Zugang ist ein 1,4 m langer und 0,7 m breiter Gang vorgelagert, der an seiner Westseite einen breiten und an seiner Ostseite zwei schmale Gangsteine aufweist. Auch hier waren die Lücken zwischen den Steinen ursprünglich mit Quarzitplatten ausgefüllt. Gang und Kammer besaßen ein Pflaster aus Feuerstein-Grus, das im Gang 0,1 m und in der Kammer 0,2 m dick war. Im oberen Bereich des Pflasters wurden krakelierte Feuersteinstücke und Holzkohle gefunden. Die Kammer war von außen ursprünglich mit einer Packung aus einem Lehm-Feuersteingrus-Gemisch und Rollsteinen ummantelt.
Es wurden nur wenige Beigaben gefunden. Der Trichterbecherkultur ist das Bruchstück eines dünnnackigen Feuerstein-Beils zuzuordnen. Aus dem ausgehenden Neolithikum stammen ein Becher und eine Axt der Einzelgrabkultur (2800–2300 v. Chr.) sowie ein Feuersteindolch.